# François Blouet de Camilly
Pour les articles homonymes, voir Blouet et Camilly.
François Blouet de Camilly, né le 22 mai 1664 à Rouen et mort le 17 octobre 1723 à Ligueil, est un homme d'Église français des XVIIe et XVIIIe siècles. Il est évêque de Toul de 1706 à 1721, puis brièvement archevêque de Tours de 1721 à 1723, année de sa mort.

## Biographie
François Blouet de Camilly est né le 22 mai 1664 à Rouen. Il est le fils ainé (et le deuxième enfant) d'Augustin Blouet de Camilly, conseiller du Roi au parlement de Normandie et de Catherine Grossin, dame de Bouville. Son frère cadet, Pierre de Blouet de Camilly (1666-1753), se distingue dans la Marine royale et termine sa carrière vice-amiral du Levant.
Docteur en Sorbonne, il est nommé abbé commendataire et comte de Saint-Pierre-sur-Dives le 4 novembre 1690. Abbé commendataire du Val Richer en 1693, dans l’ordre de Cîteaux, Grand Vicaire de Strasbourg en 1694, de l’ordre de Saint-Benoît. 
Par lettres patentes il est promu le 11 mai 1704, évêque et comte de Toul mais il n'exerce ses fonctions qu'à partir du 7 septembre 1705. Il est ordonné évêque le 12 novembre 1705.
Puis archevêque de Tours par lettres patentes du 10 janvier 1721. Il est le 117e archevêque de Tours, autrement dit le chef de l’Église catholique française. Il exerce sa fonction d’archevêque de 1721 à 1723. Sa désignation est confirmée le 1er mai 1723.
Il meurt à Ligueil, le 17 octobre 1723. François Blouet de Camilly possédait une bibliothèque de plus de 2211 livres.
Il décède le 17 octobre 1723.